# ایزی (اسفراین)
ایزی (اسفراین)، روستایی از توابع بخش مرکزی شهرستان اسفراین در استان خراسان شمالی ایران است.

## جمعیت
این روستا در دهستان آذری قرار دارد و براساس سرشماری مرکز آمار ایران در سال ۱۳۸۵، جمعیت آن ۳۷۹ نفر (۹۴خانوار) بوده‌است.

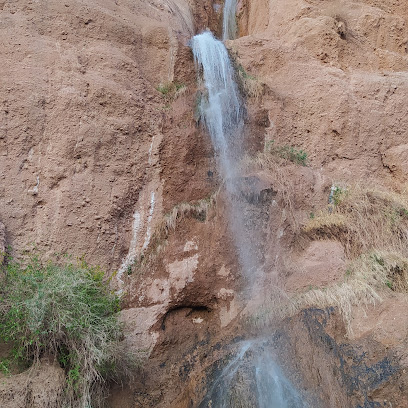
آبشار ایزی

آبشار ایزی که در ۵ کیلومتری روستای ایزی قرار دارد از معروف ترین جاذبه های گردشگری این روستا به شمار می رود.        